# 오각노래기하강
오각노래기하강 또는 오대하강 (五帶下綱, Pentazonia)은 공처럼 몸을 굴릴 수 있는 공노래기류(공노래기상목, Oniscomorpha)와 그럴 수 없는 글로메리데스무스목 노래기를 포함하는 노래기강의 하위 분류군이다. 정의되는 형질(파생형질)은 분할된 복판과, 단일 중앙 치아가 있는 상순(윗입술), 가장 뒷부분 체절에 있는 확대된 미부(尾部, pygidium)를 포함한다. 외골격이 석회화되어 있고, 수컷의 다리가 생식지로 변형되어 있는 지배적 노래기류인 순악아강에 속한다.

## 하위 분류
- 글로메리데스무스상목 (Limacomorpha)
  - 글로메리데스무스목 (Glomeridesmida) Latzel, 1884
- 공노래기상목 (Oniscomorpha)
  - 구슬노래기목 (Glomerida) Leach, 1814
  - 스파이로테리니움목 (Sphaerotheriida) Brandt, 1833